# Abbaye Sainte-Trinité de Belchamp
Pour les articles homonymes, voir Abbaye Sainte-Trinité et Abbaye de Belchamp.
L'abbaye Sainte-Trinité de Belchamp, communément appelée abbaye de Belchamp, a été établie sur le territoire de Méhoncourt (Meurthe-et-Moselle), apparemment au XIIe siècle, et a connu plusieurs dédicaces complémentaires : Saint-Barthélemy et Notre-Dame.
Elle fut vendue à la Révolution comme bien national et ses bâtiments furent en grande partie démolis. Elle est aujourd’hui privée et ne se visite pas.

## Construction, reconstructions et architecture
Entre sa construction au XVIIe siècle et sa destruction au début du XIXe, l'abbaye a connu diverses modifications. Des fouilles archéologiques de modeste importance ont néanmoins permis de donner des dimensions à l'église et des précisions sur sa dernière architecture. Elle était d'une longueur de 60 mètres, y compris la tour. Un article consacré à ces fouilles est publié dans la revue Le Pays lorrain le 1er janvier 1992.

## Fondation et dédicaces
Les documents historiques prêtent à confusion pour qui ne connaît pas la géographie des lieux. Les trois sites dont il sera question plus bas sont Belchamp, Montreuil et le village de Méhoncourt. Il s'agit de trois lieux distincts et peu éloignés les uns des autres, tous situés sur le territoire de Méhoncourt. 
Il semble que le premier lieu du culte catholique se soit situé sur la colline de Montreuil où il y avait un château. On pense généralement qu'il y avait aussi des habitations en plus de l'hostel curial mais ce n'est pas formellement démontré. Le lieu cultuel est nommé chapelle de Montreuil en 1203 dans la confirmation des biens de l'abbaye. 
À la fin du Moyen Âge, le hameau de Méhoncourt a pris de l'importance aux dépens de celui de Montreuil, qui disparaît.    
L'institution religieuse dont il est question ci-après était située en un troisième lieu, Belchamp, à flanc du coteau Sud qui domine les deux autres lieux, Montreuil et Méhoncourt.   
Jean Spaite donne 1086 comme année de fondation de Belchamp, mais il ne cite pas de source. Plus généralement, on pense qu'elle fut fondée par Albéron de Montreuil, archevêque de Trêves, et son frère Pierre, sur des terres de leur famille. Henri Lepage écrit que Montreuil et son château étaient à proximité immédiate de l'abbaye.
L'abbaye fut nommée dès le début « Belchamp » (bellus campus), elle fut d'abord dédiée à Notre-Dame et à saint Barthélemy, sous la règle des chanoines réguliers de saint Augustin.
La fondation fut confirmée par le successeur d'Albéron, Hillin, en 1157. L'abbaye fut dès lors nommée « abbaye Sainte-Trinité de Belchamp » (ecclesie Sancte Trinitatis Bellicampi) ou « abbaye Sainte-Trinité et Notre-Dame de Belchamp ».
Il y avait un prieuré de l'ordre de Saint-Augustin à Beaulieu, près de Marainviller, qui fut rattaché à l'abbaye de Belchamp à la fin du XIVe siècle.
C'est pendant la réserve et la commende de Bourlémont qu'eut lieu la réforme du père Fourier à Belchamp. Le pape Grégoire XV chargea Jean des Porcelets, évêque de Toul, de l'appliquer, ce qu'il fit le 6 février 1623. L'évêché de Toul étant passé aux mains de Nicolas-François de Lorraine en 1626, celui-ci introduit à Belchamp des chanoines réformés qui prennent possession du temporel et du spirituel de l'abbaye le 27 août 1626. Par un acte du même jour, ils se chargent de payer pension aux chanoines qui n'ont pas accepté la réforme.

### Propriétés, pouvoirs et revenus
Dès 1157, l'abbaye compte déjà de nombreuses possessions enchevêtrées dans celles de congrégations concurrentes sur le plan temporel. Elle possède à cette date la totalité de l'alleu et de l’hôtel paroissial de Montreuil, y compris ses serfs et ses servantes ; l'alleu, l'église et les dîmes de Zincourt ; l'alleu, une partie des dîmes et un moulin à Vaxoncourt ; les alleux de Villers (probablement sur le ban de St-Remy-aux-bois), d'Essey-la-Côte, de Marainviller ainsi que son église, de Blainville, d'Haigneville, de Rozelieures et de Bassompont (ban de Rozelieures), de Barbonville, de Charmois et de Damelevières. Elle possédait en outre les dîmes de la cure de Villacourt et le droit de pâturage sur les bans de Moriviller et de Clayeures. Dans une charte de Lorraine, Berthe veuve du duc Mathieu Ier confirme la donation faite à l'abbaye par Pierre de Brixey, évêque de Toul de la cure de Bremoncourt. 
En 1203, « compatissant à la pauvreté de l'abbaye », Mathieu, évêque de Toul, confère à perpétuité les revenus des cures de Zincourt et de Vaxoncourt, celles de Damelevières et de Marainviller avec le droit d'y nommer l'un de ses chanoines ou de ses prêtres séculiers. Il confirme également la possession de la cure de Bremoncourt, des chapelles d'Haigneville, de Montreuil, de Saint-Remy (aux Bois) et des aviots (Vigneulles-Barbonville). 
En 1280, l'abbaye et Jean de Gerbéviller se partagent le territoire de Méhoncourt et la seigneurie de Montreuil en parts égales.    
En 1292, Eudes de Sorcy, évêque de Toul, ratifie la donation que Érard de Vandières avait fait des dîmes et du patronage de la cure de Blainville (sur-l'Eau). La même année, Alexandre de Preny, chanoine de Toul, confirme la donation de son père Vauthier, seigneur de Haussonville, faite à l'abbaye. Il s'agissait du patronage et de la cure de Saint-Médard (Saint-Mard).
En 1350, Henri de Tillaef et sa femme Marguerite donnent à l'abbaye de Belchamp « quatre livres de terre à petits tournois assignés sur ce qu'ils possèdent en ban et justice à Escey (la-Côte) et à Girivilleurs » (Giriviller).
En 1411, Henri seigneur de Blâmont et sa femme Valburge fondent dans l'abbaye de Belchamp « deux services à notes » à célébrer chaque année à perpétuité. Ils y affectent une rente sur le ban de Saint-Clément.     
Un traité de 1439 passé entre l'abbé et un particulier de Méhoncourt précise que lorsqu'un habitant de cette seigneurie tenant héritage appelé quartier mouvant de l'abbaye vient à mourir, l'héritage revient à l'abbaye. 
D'autres donations de moindre importance vinrent plus tard accroître les revenus de cette congrégation, mais ce qui précède constitue l'essentiel.
À l'inverse, on note, le 2 juillet 1288, que Henri, abbé de Belchamp, cède aux religieux de Moyenmoutier, pour un cens de 65 sous toulois, ce que son abbaye possède à Barbonville.
le 24 août 1552 Jacques de Maizières, abbé de Moyenmoutier passe un acte avec Thierry de Girmont, abbé de Belchamp. Le document stipule des redevances réciproques entre les deux abbayes. Belchamp doit à Moyenmoutier un cens annuel à prendre sur les grosses dîmes de Damelevières. Moyenmoutier doit à Belchamp un cens annuel à prélever sur la taille de Barbonville.  
Par lettres patentes du 20 septembre 1602, Charles III duc de Lorraine permet à l'abbé de Belchamp de « dresser pilori et carcan à Méhoncourt et à Haigneville pour servir à la correction des fautes par fouet et mutilation des membres n’entraînant pas la peine capitale ». 
En 1790, lors de l'évaluation des biens, outre ses constructions, l'abbaye possède environ 100 ha de terre labourable, 64 ha de prés, 350 ha de forêt et 4 ha de vigne. 

### Direction de l'abbaye
Au lieu d'élire l'un des leurs, les capitulants nommèrent le 17 janvier 1607 monsieur de Ligniville, prévôt de l'église collégiale Saint-Georges de Nancy. Malgré les précautions prises, ce nouvel abbé ne posséda pas l'institution car le pape n'accorda pas ses bulles. L'abbaye fut mise en commende par un motu proprio du pape Paul V du 29 décembre 1607. Elle fut ensuite donnée à Charles de Lorraine, fils naturel du prince François et comte de Vaudémont. Par décision du pape en date du 1er janvier 1617, les fruits de l'abbaye sont réservés au prince Nicolas-François cardinal, diacre et évêque de Toul ; à charge pour lui de payer une pension de cent écus à l'abbé commendataire. L'évêque de Toul échangea ensuite cette réservation à monsieur de Bourlémont, qui les posséda jusqu'en 1669.  

#### Liste des abbés
Dom Calmet a dressé une liste incomplète de 18 abbés réguliers Depuis la fondation jusqu'en 1697.  Trois autres abbés présidèrent aux destinées de l'abbaye entre 1697 et la Révolution. La liste suivante est établie d'après les travaux de Henri Lepage.     
1. Durand, nommé Durandus abbas Sanctæ-Trinitatis dans un titre de 1130 ;
2. Hugues, cité dans la charte de la duchesse Berthe : Hugoni, abbati, cunctisque [fratibus]  in monte S. Trinitatis canonicam vitam professis. Il est encore en fonction en 1178 ;
3. Lybardus en 1185 ;
4. Richardus en 1185 ;
5. Humbert en 1203 : Humberto abbati Belli-campi ;
6. Barnabé en 1210 ; venerabilis abbas Bellcampi dominus Barnabas ;
7. Hamil ;
8. Hugues II. Selon Dom Calmet, ces deux abbés ne sont connus que par la tradition et par des fragments de documents ;
9. Thierry en 1304 (selon les titres de Belchamp) ;
10. Guillaume en 1310 ;
11. Henri en 1313 ;
12. Jean en 1316 ;
13. Henri, 1354 à 1360 : Frater Henricus, dei patientas, humilus abbas monasterii Bellicampi ;
14. Alberon de Rozières : Albero de Rouzieres ;
15. Albert de Lunéville cité en 1365, 1373, 1388, 1389, 1394, 1395, 1397, 1399, 1400. Étant devenu incapable tant à raison de sa vieillesse que de ses infirmités, Albert se résigna entre les mains de l'évêque de Toul qui commit à sa place Guillaume (Villermum) curé de Damas (aux Bois ?) et doyen de la chrétienté d'Épinal pour administrer jusqu'à l'élection canonique d'un abbé  qui intervint en 1407 ;
16. Albert de Rozelieures (Albertus de Rozeluris), prieur claustral choisi en 1407 ;
17. Jacques de Lunéville qui se résigna en 1428 et pourvut le suivant ;
18. Vauthier ou Gauthier de Lunéville (Walterus ou Valtherus de LunarisVilla). Ce choix n'étant pas agréable aux religieux, ils élurent Nicolas de Fléville, chanoine régulier mais son élection n'eut pas d'effet. Gauthier de Lunéville jouit paisiblement de son droit. Lorsqu'il fut vieux et infirme, il demanda à l'évêque de Toul de déléguer Nicolas de Fléville prieur claustral pour l'aider dans son administration ;
19. Jean Thirion de Rozelieures succéda à Gauthier de Lunéville. Thirion résigna en 1470 ;
20. Le 11 avril 1470 le chapitre élit Jean Champion, chanoine régulier qui fut confirmé le 4 mai 1470 par l'évêque de Toul mais le 20 juin suivant, des bulles sont données à son successeur ;
21. Jean Viriet de Clayeures, également  appelé Jean de Cloeure[14], en 1470 sous réserve d'une pension de 20 florins pour Jean Thirion. Sous réserve d'une pension de 40 florins, ll résigna le 21 mars 1495 en faveur de son successeur ;
22. Thierry Georges de Bayon dit petitpain en 1495 ;
23. Jean Cousson de Rozelieures. Le 18 novembre 1502, il devient coadjuteur du précédent. En 1530, il obtient le suivant comme coadjuteur ;
24. Antoine Thierry de Girmont devient abbé en 1532. En 1563, le suivant est son coadjuteur ;
25. Antoine Thierry de Domêvre ;
26. Thierry Courier de Lemainville en 1572 décède le 27 janvier 1607 ;
27. Philippe-Emmanuel de Ligniville prévôt de la collégiale de Nancy est élu par le chapitre le 30 janvier 1607. Cette élection est confirmée par le grand-vicaire de Toul mais cet abbé ne reçu pas les bulles papales ;
28. Le duc Charles III demande et obtient le titre en faveur de son fils naturel Charles de Remoncourt. Le pape Paul V lui donna l'abbaye en commende le 9 décembre 1607. Les fruits de l'abbaye furent réservés à Charles de Lorraine, fils légitime du même duc à charge de payer à Charles de Remoncourt une pension de cent écus d'or ;
29. Une bulle papale du 16 janvier 1617 casse la réserve précédente et en fait une en faveur du prince Nicolas-François avec la même réserve d'une pension de cent écus d'or pour l'abbé commendataire d'alors ou autres titulaires après lui :
30. Le 30 janvier 1627, Charles d'Englure de Bourlémont échange avec le cardinal Nicolas-François l'abbaye de Saint-Avold contre celle de Belchamp ;
31. Jean-Claude de Lozane est élu canoniquement le 31 octobre 1669. Il gouverne jusqu'à sa mort survenue le 25 février 1693 ;
32. Charles de Massu de Fleury élu le 21 avril 1693. Il eut pour coadjuteur en 1720 Jean-François de Kieckler curé de Bouquenom (Sarre-Union) mort en 1741 ;
33. Jean-Claude de Bouzey en 1743 ;
34. Stanislas-Jean, marquis de Boufflers[15].

### L'abbaye dans l'adversité
Les biens et les privilèges des abbayes suscitaient des convoitises et des jalousies. Cependant, on ne trouve pas dans les documents consultés pour rédiger cette page, de conflit juridique ou armé contre d'autres institutions religieuses alors que des « chicanes » étaient fréquentes entre abbayes. Ce fut le cas dans le voisinage immédiat en 1608. L'abbaye de Senones entra en procès contre les jésuites de Saint-Nicolas-de-Port pour une rente impayée sur des immeubles de Barbonville. 
Cependant, les conflits avec le seigneur de Méhoncourt furent fréquents. Le plus mémorable, par son côté ridicule selon nos critères actuels, est l'affaire de l'enfant de Marie Georges. En 1551, un porc est suspecté d'avoir mangé la figure d'un enfant. Le prévôt du seigneur de Méhoncourt s'empare de l'animal pour le pendre. L'abbé de Belchamp se hâte de prévenir le duc de Lorraine qui contraint « l'usurpateur » à ramener le porc où il l'avait pris afin que la justice soit rendue par ses officiers. Rappelons qu'à cette époque, la justice se monnayait parfois fort cher, ce qui explique sans doute ce conflit.
En 1255, l'abbé et les chanoines de Belchamp se plaignent auprès de l'évêque de Toul à propos de Catherine, duchesse de Lorraine et de son fils Ferry ainsi que de plusieurs de leurs gens qui leur avaient extorqué de l'argent et s'étaient livrés à des exactions contre l'abbaye. Pour se faire pardonner et éviter l'excommunication, Ferry conféra en 1292 une aumône perpétuelle de vingt sous toulois à prendre chaque année sur la taille de Blainville (sur-L'eau).
Vers 1369, c'est Elme de Linange qui ne pouvant récupérer une dette de mille petits florins d'or qui lui était due par le duc Jean, se vengea en entrant en armes sur les terres de l'abbaye, pilla les villages de Marainviller et de Thiébauménil et emmena plus de 800 têtes de bétail. Les religieux demandèrent au duc d'être indemnisés. Celui-ci les entendit et à cette occasion, on apprend que l'abbaye subissait griefs, torts et oppression de la part des officiers de la prévôté de Rosières.  
Trop souvent victimes des gens de guerres qui à de nombreuses reprises les avaient contraints à quitter l'abbaye et à mendier pour survivre, les chanoines résolurent en 1399 de construire dans l'enceinte de l'abbaye une tour solide qui pourrait leur servir d'abri.  Ses murs avaient près de 3 mètres d'épaisseur à la base. Elle comptait sept étages. Pour hâter sa construction, les religieux décidèrent en assemblée capitulaire d'y affecter l'héritage de l'un des leurs récemment décédé. On apprend à cette occasion que chaque nouveau moine réceptionné devait payer un droit d'entrée de 20 florins.  
En 1413, ce sont les guerres du duc Charles II qui causent à l'abbaye plusours gros et griefz dompmaiges. 
En 1430 ce sont des dissensions internes qui agitent l'institution. L'abbé veut retirer aux religieux leur droit de l'élire. Ces querelles intestines ne prennent fin que tardivement par un arrêté de 1567. 
En 1456 les déprédations se renouvellent ce qui provoque la démission de l'abbé Gauthier de Lunéville dont le grand âge ne lui permettait plus de déployer l'énergie nécessaire face à tant d'adversité.   
La solidité de la tour carrée n'était pas parfaite et sa présence se retourna contre les intérêts de l'abbaye. En 1476, pendant la guerre qui opposait les Lorrains aux Bourguignons, quelques lorrains stationnés à Villacourt furent pourchassés par Evrard d'Haraucourt, Perrin de Bayon et des habitants de Châtel, tous acquis à la cause bourguignonne. Les lorrains se réfugièrent dans la tour de Belchamp. Elle fut alors incendiée et ses occupants fait prisonniers,.
En 1544 malgré des lettres de sauvegarde données par le duc François Ier  puis en 1569, des troupes passèrent et repassèrent par Belchamp et causèrent d'importants dommages. Les religieux furent contraints de réduire leur pitance journalière tant leurs revenus étaient diminués,.
L'année 1587 fut la pire que connut cette institution religieuse. L'armée protestante conduite par Guillaume de la Marck, duc de Bouillon, huguenot qui menoit proche de quarante mil hommes de mesme secte bruslant et saccageant les ecclises, dépouilla et brûla les bâtiments de l'abbaye qui perdit dans l'incendie ses titres et ses archives. L'abbé Thierry de Lemainville s'empressa de reconstruire l'abbaye avec la splendeur du passé mais il fallut de nombreuses années pour effacer les traces de l'agression. Le 1er octobre 1600, Christophe de la Vallée, évêque de Toul, vint consacrer plusieurs autels. Cependant, la reconstruction des tours ne commença qu'un siècle plus tard sous le commandement de Massu de Fleury, élu abbé en 1693.  
En 1636, c'est la peste qui anéantit la presque totalité des moines. Les rares survivants quittent l'abbaye qui est désertée.  
L'abbé Massu de Fleury élu en 1693 relève l'abbaye de ses ruines et l'embellit.  
Le 16 juillet 1791, les biens de l'abbaye devenus «biens nationaux» sont adjugés à Pierre Pergaut pour la somme de 19 600 livres. Le bénéficiaire s'empresse de revendre au détail. Le couvent est démoli peu après. La tour féodale fut démolie vers 1810.  
Le dernier prieur fut Monsieur Drant de Saint-Boingt mort en 1795  pendant sa déportation au bagne de Rochefort.  

#### Tensions internes
En 1400 et en 1434, des difficultés s'élevèrent entre les chanoines et leur abbé à propos du partage de la succession laissée par deux membres du chapitre. Ils eurent recours à des arbitres qui décidèrent un partage en deux parts égales. Ce conflit n'était pas bien grave mais il indique que l'harmonie ne régnait pas toujours dans l'abbaye.
Le climat interne devint nettement plus tendu sous le gouvernement de Gauthier de Lunéville.  Les religieux lui reprochaient d'intriguer en cour de Rome et auprès de l'évêque de Toul contre leurs intérêts. Ils craignaient qu'on leur ôte le droit d'élire l'abbé et qu'on les prive de leurs franchises et de leurs anciennes coutumes. Afin de résister au pouvoir abbatial, les chanoines assemblé le  14 décembre 1434 firent rédiger un acte solennel de confédération par lequel ils s'engageaient à s'unir contre leur abbé pour le maintien de leurs privilèges. La forme de la pièce et la virulence des termes employés dans la rédaction montre que la tension était à son comble.  
Un autre conflit éclate en 1437. Les religieux reprochent à leur abbé, sans motif de sa part et trop arrogamment, de vouloir leur imposer un jour de jeun supplémentaire sous peine d'excommunication, de leur avoir fait ôter les vivres et de leur avoir fait enlever un monceau de poussière hors les murs de l'abbaye. Cette protestation non moins violente que la précédente fut remise à l'official de l'évêché de Toul.    
En 1471, l'abbaye est dirigée par Viriet de Clayeures. Cette année là, il y eut une délibération capitulaire au moins aussi incisive que celle de 1434 à propos cette fois de la diminution du nombre de chanoines et des conditions d'admission.  
En 1567, profitant de la nécessité de nommer un coadjuteur à Antoine Thierry de Girmont trop âgé pour mener à bien sa tâche, les chanoines utilisent cette circonstance pour revendiquer leurs privilèges et s'en assurer la possession. Dans une assemblée du 7 février de cette année 1567, ils font un traité solennel dans lequel chaque religieux jure d'observer rigoureusement les attendus dans le cas où il serait appelé à la coadjutorerie. C'est finalement Thierry Courrier, administrateur de la cure de Blainville qui est choisi comme coadjuteur. Le 7 avril 1570, il ratifie les termes de la pétition avec cependant quelques réserves qui auront des répercussions immédiates.   
À peine parvenu à la direction de l'abbaye, Thierry Courrier est déjà en lutte avec ses anciens confrères. Ceux-ci rédigent une déclaration à l'attention de l'évêque de Toul qui reprend la plupart des griefs de 1567. Tous sont d'ordre pratique et paraissent assez futiles. Ils concernent surtout la vie courante des chanoines et leur exonération des travaux des champs et de la vie courante de l'abbaye. On ne dispose d'aucun élément permettant de connaître le suite donnée par l'évêché à ces requêtes.        

#### L'abbaye confrontée au folklore lorrain
En 1466 des habitants de Méhoncourt commettent des dégradations dans l'abbaye. Vu la période de l'année, le titre donnée au meneur et la clémence du châtiment, on peut supposer qu'il s'agissait d'une farce de carnaval qui est allée trop loin. Les chastis (3) furent contraints de signer la transaction suivante :  
« saichent tuit que comme debat et differant ait esté entre... messire Jehan Thierion de Rouzerueles Rozelieures abbé de Belchamp..., et les manans et habitans de Mehoncourt estans à messire Ferry de Savigney co-seigneur de Méhoncourt... Sur certaines offenses et oultrages fais on clos dudit Belchamp par aucuns dudit Mehoncourt estans en iceluy clos le mardy qui se dit caresmentrey (1) darrien passé, c'est assavoir de et sur ce que aucuns dudit Mehoncourt, ledit jour, acompaigniez du maire condit maire des chastis (2), vinrent en iceluy enclos, entrarent violemment en la chambre de l'ung des religieux, en laquelle chambre prinrent certains gaiges, rayarent serres (2), rompirent certaines huisses et firent d'autres offenses dont lesdits abbé et religieux en firent plaintif et doleance à Jehan de Besenges, lors prevost de Luneville, comme protecteur et deffendeur dudit clos... Sur laquelle doleance ledit prevost de Luneville en a fait action et poursuite pardevant monsieur le bailli de Nancey... Lesdites parties s'en sont condescendu en arbitrage..., c'est assavoir que bonne paix et accort, amour et dilection est et demeure entre lesdites parties, et que le dimanche ensuivant, jour de feste de la trinité, Gerard Madowe dudit Méhoncourt, soy disant maire des chastis, ledit jour de caresmentrey, accompagnié de deux autres hommes dudit Méhoncourt, sans aucune derision et enlx vestuz  honestement comme il appartient, pour cause d'amendise doient comparoir personelement en l'eglise dudit Belchamp, environ heure de prime ou de grant messe, en presence de mondit seigneur l'abbé et des religieux dudit lieu, ung chacun d'eulx ung genou à terre, la teste dacouverte, en disant audits seigneurs abbé et religieux que des offenses, forces violence et oultrages par lesdits de Méhoncourt commis et perpetrez on clos dudit Belchamp indehuement et sans cause, ilz en crient mercy audits seigneurs en eulx priant, pour l'amour de Dieu, qu'ilz leur veullent pardonner, et lesdits abbé et religieux leur doient pardonner, lesquelles choses ilz ont fait d'ung costé et d'autre ».
(1) caresmentrey il faut comprendre carême entrée : la veille du début du carême ou mardi gras  ; carémieux et caresmiaux désignaientt les derniers jours gras en picard.

(2) serres signifie ici serrures.

(3) Maire des chastis est un terme de dérision car châti signifie chétif, insignifiant, guignolesque dans la langue locale. Dans la monographie de Méhoncourt, il est indiqué que le même homme est également surnommé «le roi des ribauds» ce qui confirme le sens dérisoire du premier sobriquet. Les châtys étaient des confréries folkloriques qui se manifestaient pendant le carnaval. En Moselle, leur chef était nommé le maire de chaty. Le village de Failly fut le dernier à maintenir cette tradition qui s'arrêta en 1939 avec l'expulsion des riverains de la ligne Maginot.

## Destinée spirituelle et temporelle
Elle fut possessionnée principalement aux environs immédiats du village, atteignant difficilement l'autonomie. Elle connut le régime de la commende, et l'évêque de Toul Mgr des Porcelets de Maillane, puis le cardinal Nicolas-François de Lorraine, qui en furent abbés, y introduisirent la réforme de Notre-Sauveur instaurée par saint Pierre Fourier dans la première moitié du XVIIe siècle. L'église renfermait le tombeau de plusieurs membres de la famille d'Haussonville, qui comptait parmi les Petits Chevaux de Lorraine.
L'abbaye a connu plusieurs attaques, pillages et incendies au cours des siècles. Elle a été reconstruite au XVIIIe siècle ; ses derniers abbés avant la Révolution furent Jean Claude de Bouzey, grand doyen de la primatiale de Nancy, et, plus curieusement, le chevalier de Boufflers, qui ne se fit pas une réputation de piété.
Au XVIIIe siècle, elle fait partie du bailliage de Rosières-aux-Salines.
Pendant la Révolution, elle fut vendue comme bien national, en lots, et la plupart de ses bâtiments furent démantelés. Une ferme est établie dans son enceinte au XXIe siècle, et a conservé le nom de Belchamp.
Dom Calmet (1672-1757) et les autres historiens lorrains ont consacré une notice à l'abbaye de Belchamp.

### Article lié
- Liste d'abbayes augustiniennes de France